# Byczyna (Poméranie)
Pour les articles homonymes, voir Byczyna.
Byczyna est une localité polonaise de la gmina mixte de Miastko située dans le powiat de Bytów en voïvodie de Poméranie. Elle se trouve à environ 37 km à l'ouest de Bytów et 115 km à l'ouest de la capitale régionale Gdańsk.

## Géographie

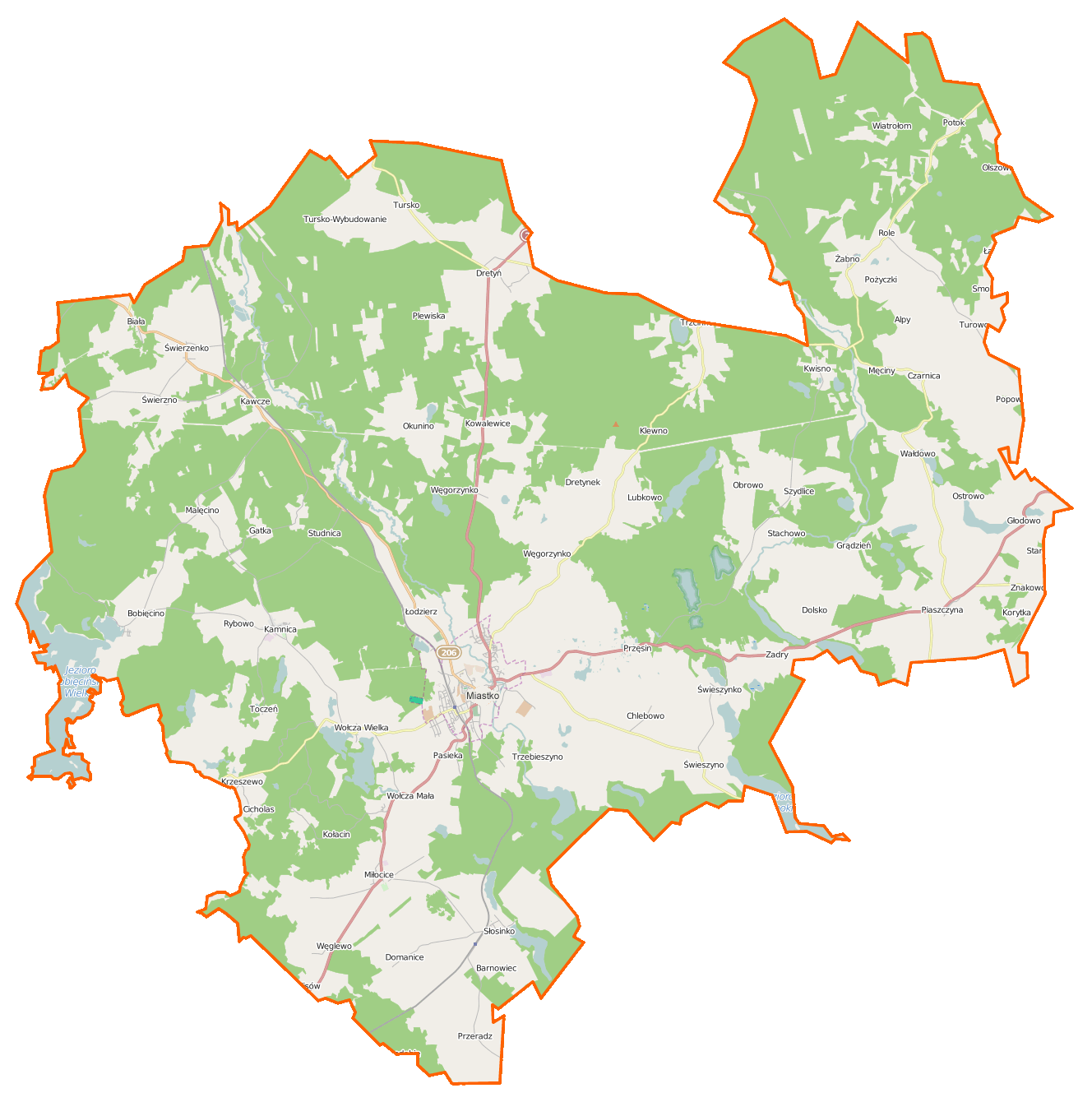
Carte de la gmina de Miastko.